# Список умерших в 1022 году

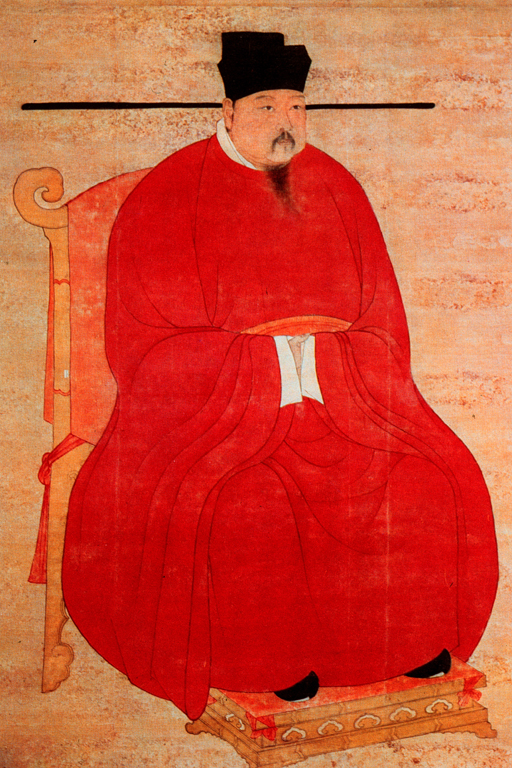
Император Чжэнь-цзун

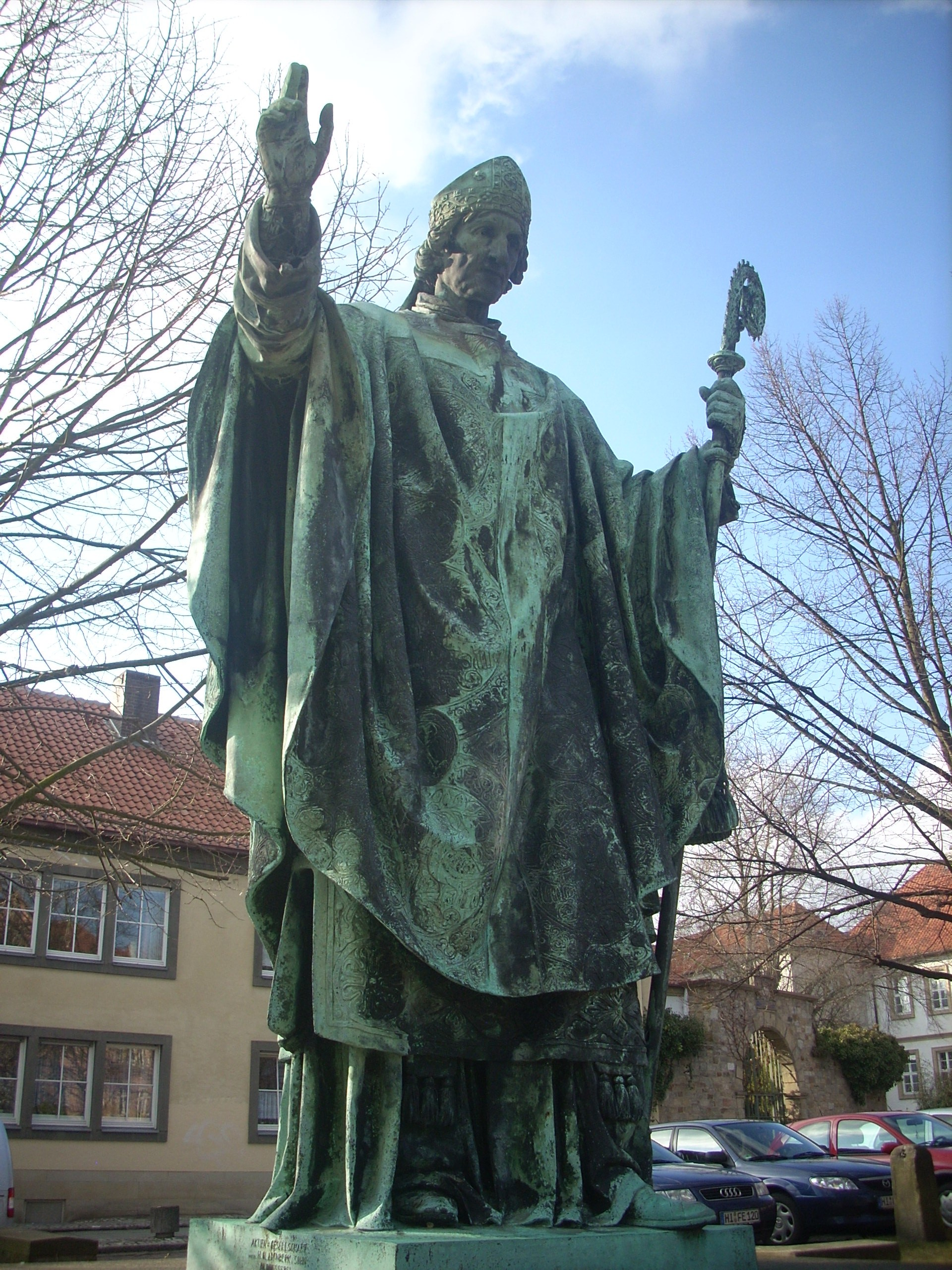
Бернвард Хильдесхаймский

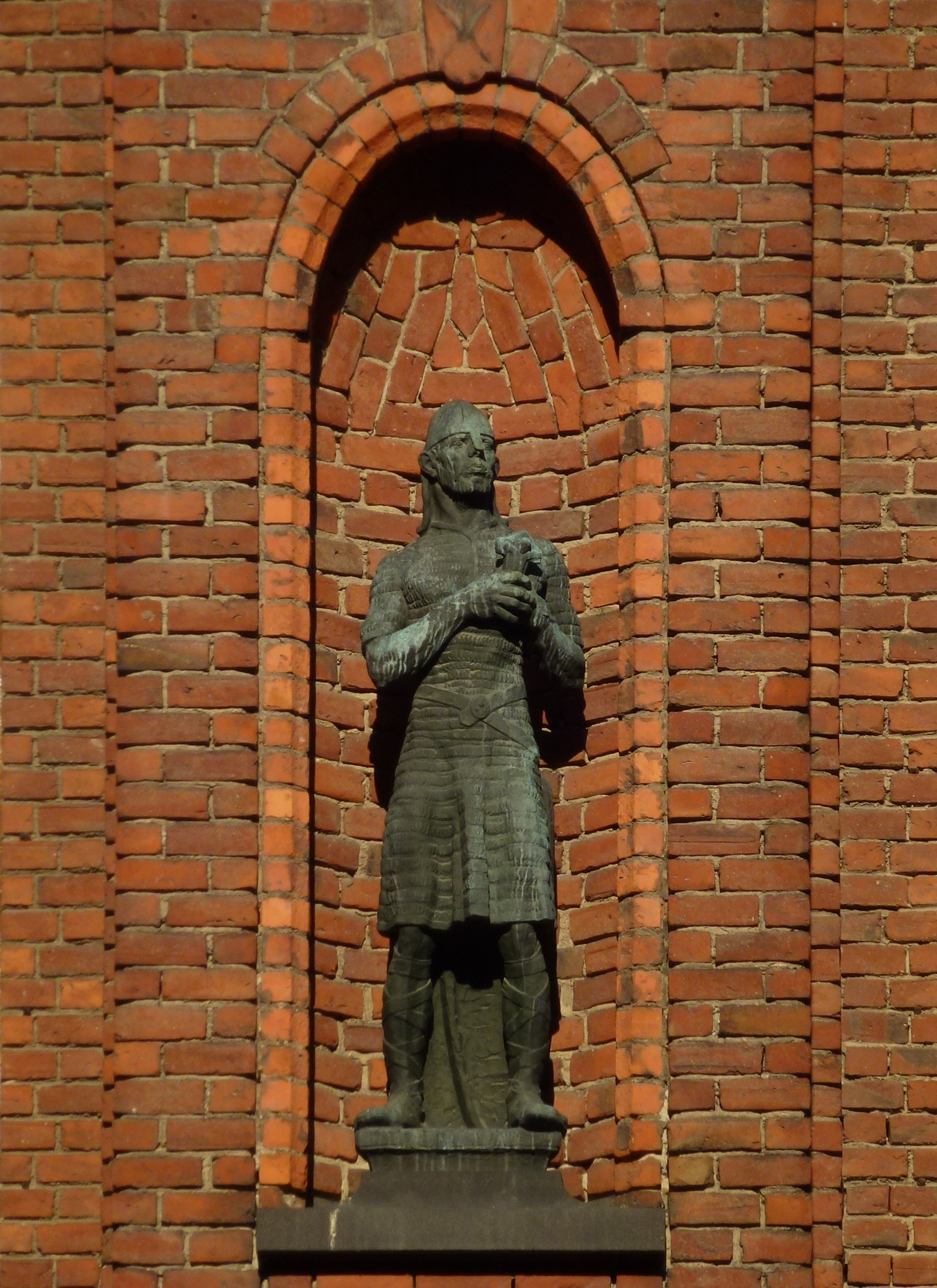
О́лаф Шётко́нунг

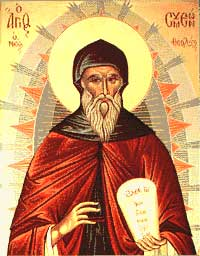
Симеон Новый Богослов

В этой статье представлен список известных людей, умерших в 1022 году.
См. также: Категория:Умершие в 1022 году

## Январь
- 6 января — Фридрих — граф Вердена (998—1020) и Кастра (1000—1020) из Арденского дома.
- 23 января — Дитрих I[нем.] — епископ Мюнстера (1011—1022)

## Февраль
- 28 февраля — Рудхарт[нем.] — епископ Констанца (1018—1022)

## Март
- 12 марта — Симеон Новый Богослов — византийский монах, богослов, мистик и сочинитель «Гимнов», христианский святой
- 23 марта — Чжэнь-цзун — император Китая из династии Сун (997—1022)

## Июнь
- 28 июня — Ноткер Немецкий — бенедиктинский монах и первый комментатор Аристотеля в Средние Века, немецкий филолог

## Июль
- 6 июля — Азиз ад-Даула — первый фатимидский вали Алеппо (1016—1022).

## Август
- 15 августа — Никифор Фока Младший — византийский аристократ и магнат, последний значительный член семьи Фок, пытавшийся претендовать на императорский трон.

## Сентябрь
- 2 сентября — Маэлсехнайл мак Домналл — Верховный король Ирландии (979—1002, 1014—1022).

## Ноябрь
- 20 ноября — Бернвард Хильдесхаймский — епископ Хильдесхаймский (993—1022) — святой, покровитель ювелиров
- 29 ноября — Мухаммад аль-Муфид (74) — шиитский учёный, теолог, законовед, историк, хадисовед, автор труда «Китаб аль-иршад».

## Декабрь
- 20 декабря — Эльвира Менендес де Меланда[англ.] — королева-консорт Леона (1008—1022), жена короля Альфонсо V

## Дата неизвестна или требует уточнения
- Дитрих II[нем.] — епископ Миндена (1002—1022)
- Ибн аль-Бавваб — персидский каллиграф и иллюстратор
- Константин Добрынич новгородский посадник, сын воеводы Добрыни, убит
- Олаф — первый исторически достоверный король Швеции с 995 года.
- Пандульф II Чёрный — князь Капуи (1007—1022)
- Редедя — богатырь, предводитель абхазо-адыгского племени касогов, погиб в единоборстве с Мстиславом Владимировичем Храбрым.